# Osmorhiza depauperata
Osmorhiza depauperata là một loài thực vật có hoa trong họ Hoa tán. Loài này được Phil. mô tả khoa học đầu tiên năm 1894.